# Sick of It All
Sick of It All är ett hardcoreband från New York, USA, bildat 1986.

## Medlemmar
Nuvarande medlemmar
- Lou Koller - sång (1986-idag)
- Pete Koller - gitarr, bakgrundssång (1986-idag)
- Craig Setari - basgitarr, bakgrundssång (1992-idag)
- Armand Majidi - trummor (1986-1989, 1992-idag)

Tidigare medlemmar
- Rich Cipriano - bas (1986-1990)
- Max Capshaw - trummor (1989-1991)
- EK - trummor (1991-1992)

## Diskografi
Studioàlbum
- 1989 – Blood, Sweat & No Tears
- 1991 – We Stand Alone
- 1992 – Just Look Around
- 1994 – Scratch the Surface
- 1997 – Built to Last
- 1999 – Call to Arms
- 2000 – Yours Truly
- 2003 – Life on the Ropes
- 2006 – Death to Tyrants
- 2010 – Based on a True Story
- 2011 – XXV Nonstop
- 2014 – Last Act of Defiance

Livealbum
- 1993 – Live in a World Full of Hate
- 2002 – Live in a Dive

EP
- 1987 - Sick of It All
- 1991 - We Stand Alone
- 1997 - Us vs. Them
- 2006 - Death to Tyrants

Singlar
- 1994 - Scratch the Surface / Borstal Breakout
- 1994 - Step Down
- 1996 - Cool As a Mustache
- 1999 - Potential for a Fall
- 2000 - Maladjusted
- 2003 - Relentless
- 2015 - Hardcore Equals Freedom / DNC (Do Not Comply)

Samlingsalbum
- 1995 – Spreading the Hardcore Reality
- 2004 – Rare Cuts
- 2004 – Outtakes for the Outcast